# Aulonium tuberculatum
Aulonium tuberculatum är en skalbaggsart som beskrevs av Leconte 1863. Aulonium tuberculatum ingår i släktet Aulonium och familjen barkbaggar. Inga underarter finns listade i Catalogue of Life.